# سینا شاه‌عباسی
سینا شاه‌عباسی (زادهٔ ۲۰ مرداد ۱۳۷۸) بازیکن فوتبال اهل ایران است که در پست مدافع برای باشگاه فوتبال فجر سپاسی در لیگ آزادگان بازی می‌کند.